# یکه‌سالاری تزاری
یکه‌سالاری تزاری (به روسی: царское самодержавие) نوعی حکومت یکه‌سالاری برپایهٔ سلطنت مطلقه بود که با شاهزاده‌نشین بزرگ مسکو آغاز شد و در روسیه تزاری و امپراتوری ادامه یافت. در یکه‌سالاری تزاری، شخص تزار اصولاً دارای قدرت، ثروت و همچنین اقتدار مذهبی بیشتری نسبت به پادشاهان دیگر ازجمله پادشاهان اروپای غربی بود. این شیوه در زمان ایوان سوم ایجاد و پس از انقلاب روسیه در سال ۱۹۱۷ میلادی منسوخ شد.
به‌طور گسترده، ایوان چهارم مشهور به «ایوان مخوف»، نخستین فرمانروای خودکامهٔ روسیه تصور می‌شود که یکه‌سالاری خود را از طریق سرکوب سیستماتیک و نابودی اشراف قدرتمند روسیه، بر این کشور تحمیل کرد. پس از عصر مشکلات و تا زمانی که خاندان رومانوف هنوز ضعیف بود، همچنان شوراهای حکومتی گوناگون تشکیل می‌شد؛ اما تا زمان پتر کبیر، این خاندان قدرت مطلقهٔ خود را در روسیه تثبیت کرد. در زمان کاترین کبیر (که اغلب دورهٔ او به عنوان نقطهٔ اوج استبدادگرایی در روسیه در نظر گرفته می‌شود) و پس از او، اصلاحات اندکی در زمینهٔ تقسیم قدرت صورت گرفت و روسیه تا انقلاب سال ۱۹۰۵ مجلس نمایندگان در سطح ملی یا حتی قانون اساسی نداشت.
در یکه‌سلاری تزاری، شخص «تزار» که مظهر اقتدار مستقل بود، با قدرت کامل بر دولت و مردم، در مرکز استبداد قرار داشت. تزار خودکامه قدرت را به افراد و سازمان‌هایی که به دستور او و در محدودهٔ قوانین تعیین شده عمل می‌کردند، برای منافع حکومتش تفویض می‌کرد. حکومت تزاری اساساً حکومت بر اساس فرمان بود: تزار دستورها یا اعلامیه‌هایی صادر می‌کرد و وزیران، فرمانداران و مدیران آنها را اجرا می‌کردند. وزرای کشور بر اساس رأی و شایستگی انتخاب نمی‌شدند و برای کارنامهٔ خود چه در مقابل دولت و چه در مقابل مردم، پاسخگو نبودند. آنها توسط تزار انتخاب می‌شدند و با هدف رضایت او و عمدتاً برای ارائهٔ گزارش یا پیشنهاد خدمت می‌کردند. برخلاف جنبش جدایی دین از دولت در پادشاهی‌های اروپای غربی، در روسیه کلیسای ارتدکس روسی از یکه‌سالاری تزاری دفاع و پشتیبانی می‌کرد. تزاریسم همچنین با سیاست‌های سانسور، جاسوسی مخالفان و فعالیت پلیس حمایت و تقویت می‌شد. آخرین و شناخته‌شده‌ترین نیروی پلیس مخفی تزاری، «اوخرانا» بود که پس از ترور الکساندر دوم در سال ۱۸۸۱ تشکیل شد. اندیشه‌های ارتجاعی غالب در حکومت روسیه، موجب شکست این کشور در جنگ جهانی، ویرانی اجتماعی و سرانجام پیروزی حزب کمونیست شد.

## تاریخچه

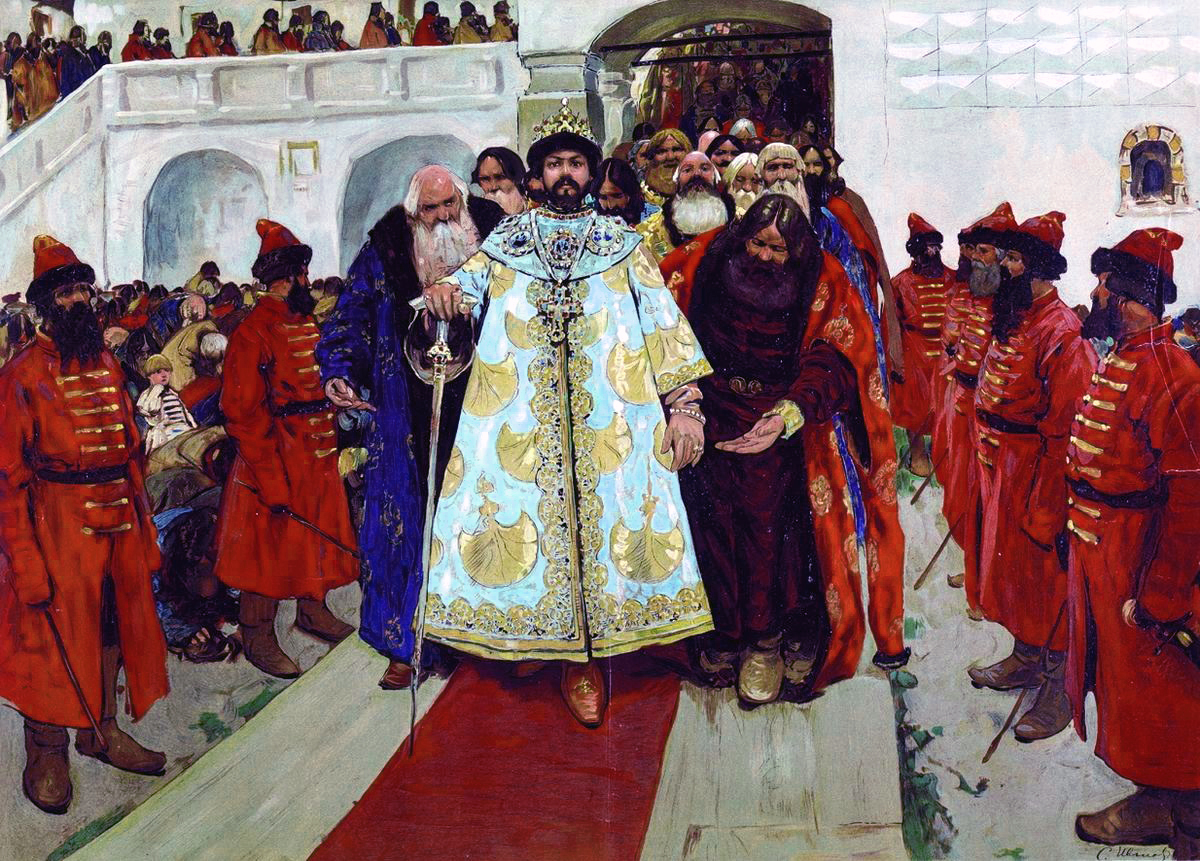
تزار مقتدر و بندگان درگاه او

ایوان سوم (سلطنت: ۱۴۶۲–۱۵۰۵) که بر اساس سنت‌های بیزانسی حکومت کرد، پایه‌های استبداد تزاری را بنا نهاد که با وجود برخی تغییرات، تا قرن‌ها بر روسیه حاکم بود. ایوان چهارم (سلطنت: ۱۵۴۷–۱۵۸۴) که در تاریخ با نام «ایوان مخوف» شناخته می‌شود، عموماً نخستین فرمانروای خودکامهٔ روسیه تصور می‌شود. ایوان یکه‌سالاری خود را از طریق سرکوب سیستماتیک و نابودی اشراف قدرتمند روسیه، ازجمله در سیاست «اوپریچینینا»، بر آن کشور تحمیل کرد. این امر منجر به تمرکز قدرت و اقتدار بیشتر دربار سلطنتی در مسکو شد و از آن نقطه به بعد، تزارهای روسیه آشکارا از قدرتی خودکامه بهره‌مند بودند.
پس از عصر مشکلات (۱۵۹۸–۱۶۱۳)، نخستین تزار از دودمان رومانوف یعنی میخائیل یکم (سلطنت: ۱۶۱۳–۱۶۴۵)، توسط زمسکی سوبور برای سلطنت انتخاب شد. در زمان او و هنگامی که خاندان رومانوف هنوز ضعیف بود، سالانه چنین شوراهایی تشکیل می‌شدند؛ اما رومانوف‌ها از زمان پتر کبیر (سلطنت: ۱۶۸۲–۱۷۲۵) قدرت مطلقه خود را در روسیه تثبیت کردند. پتر کبیر قدرت اشراف را کاهش داد، قدرت مرکزی تزار را تقویت و خدمات مدنی بوروکراتیک را بر اساس جدول رتبه‌ها ایجاد کرد که از نظر تئوری، کسب مقام را برای همهٔ طبقات جامعه ممکن کرد. او همچنین کنترل دولتی بر کلیسای ارتدکس روسی را تقویت کرد.
اصلاحات پتر یک سری کودتاهای درباری را برانگیخت که به دنبال بازگرداندن قدرت اشراف بودند. برای پایان دادن به آنها، کاترین کبیر (سلطنت: ۱۷۶۲–۱۷۹۶) که اغلب دورهٔ او به عنوان نقطهٔ اوج استبدادگرایی در روسیه در نظر گرفته می‌شود، در سال ۱۷۸۵ «منشور اشراف» (که حقوق و امتیازاتی که اشراف در گذشته به دست آورده بودند، به‌طور قانونی تأیید کرد) و «منشور شهرداری‌ها» را صادر کرد. این امر طبقات قدرتمند جامعه را آرام کرد؛ اما قدرت واقعی را در دستان بوروکراسی دولتی باقی گذاشت. با تکیه بر این، الکساندر یکم (سلطنت: ۱۸۰۱–۱۸۲۵) دومای دولتی را به عنوان یک نهاد قانون‌گذاری مشورتی تأسیس کرد. الکساندر دوم (سلطنت: ۱۸۵۵–۱۸۸۱) یک سیستم خودمختاری محلی منتخب (زمستوف) و یک سیستم قضایی مستقل ایجاد کرد؛ اما روسیه تا انقلاب سال ۱۹۰۵ مجلس نمایندگان در سطح ملی یا قانون اساسی نداشت.

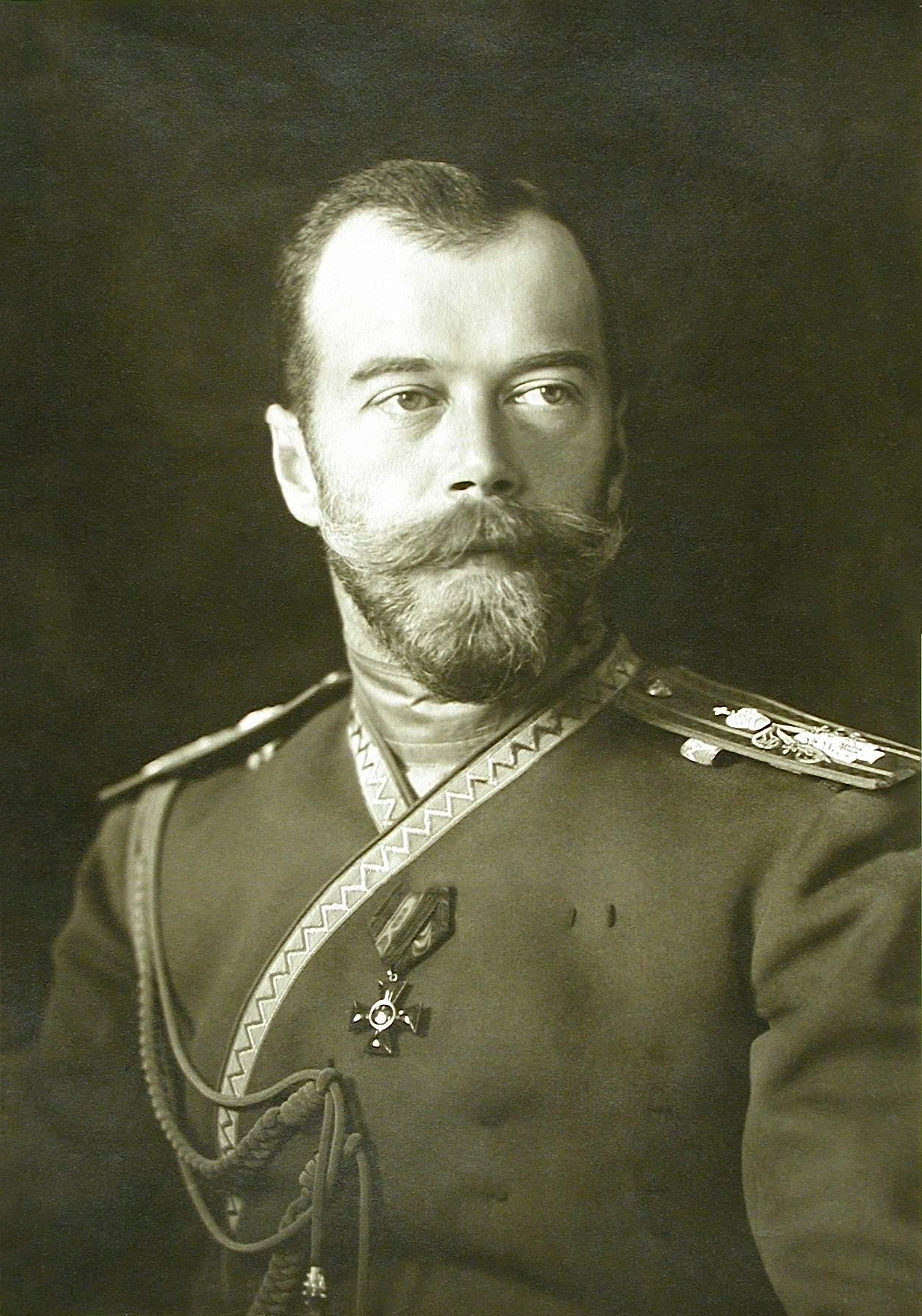
نیکلای دوم: از من نه فقط از سر ترس، بلکه به خاطر وجدان اطاعت کنید؛ زیرا من منصوب خداوندم.

در آستانهٔ انقلاب روسیه، نظام سیاسی این کشور یکی از عقب‌مانده‌ترین نظام‌ها در اروپا بود. تزار روسیه تنها دو محدودیت داشت: نخست پیروی از کلیسای ارتدکس روسیه و دوم قوانین جانشینی. در سایر امور، تزار و فرمانش عالی پنداشته می‌شد. الکساندر سوم در «مانیفست یکه‌سالاری تزلزل‌ناپذیر» سال ۱۸۸۱، در واکنش به ترور پدرش، اعلام کرد که «وظیفهٔ مقدس حکومت خودکامه» از سوی خداوند به او واگذار شده است. در قانون اساسی ۱۹۰۶ روسیه، نیکلای دوم به روس‌ها دستور داد که از تزار «نه فقط از روی ترس، بلکه به خاطر وجدان» اطاعت کنند، زیرا او از سوی خداوند منصوب شده است. شورای وزیران اغلب توسط الکساندر دوم استفاده می‌شد؛ اما استبداد سفت و سخت الکساندر سوم شورا را تا حد زیادی بلااستفاده کرد. او احضار شورا را در سال ۱۸۸۲ متوقف کرد و پسرش نیکلای دوم آن را تا انقلاب ۱۹۰۵ احیا نکرد.

«بیگانگی جامعهٔ روسیه از دولت آن به‌طور پیوسته در دهه‌های ۱۸۶۰ و ۱۸۷۰ افزایش یافت. طبقهٔ روشنفکران خود را در مخالفت با دولت روسیه تعریف کردند که به آنها اجازهٔ هیچ نقش سیاسی مستقیمی را نمی‌داد. عدم تمایل رژیم تزاری به ارائهٔ حتی یک قانون اساسی محافظه‌کار به این معنی بود که بسیاری از متخصصان و بازرگانان طبقهٔ متوسط، نمی‌توانستند بقای دولت تزاری را در راستای منافع خود تلقی کنند. اما تهدید جدی نسبت به وضع موجود، از سوی رادیکال‌ها و عمدتاً دانشجویان جوانی آشکار شد که به این نتیجه رسیده بودند که اصلاحات مسیر خود را طی کرده و شکست خورده است...»

تئودور آر. ویکس، تاریخ‌نگار آمریکایی
اندیشه‌های ارتجاعی نیکلای باعث شد روسیه در سال‌های ۱۹۱۴ تا ۱۹۱۷ (در جریان جنگ اول جهانی) شکست بخورد که به ویرانی اجتماعی و سپس به پیروزی حزب کمونیست منجر شد. او بود که با شعار «ایمان، وفاداری و یکه‌سالاری» حکومت کرد. وزرای نیکلای ناتوان بودند؛ آنان باید جلب رضایت او را دنبال می‌کردند. درست است که نیکلای هم مانند الکساندر دوم ناچار بود تا اندکی به تقسیم قدرت میان اشراف و طبقهٔ نخبه بپردازد؛ اما این بزل و بخشش‌های گاه‌به‌گاه در قدرت استبدادی، با سرکوب‌های بیشتر دنبال می‌شد.

## توصیف

### ویژگی‌ها

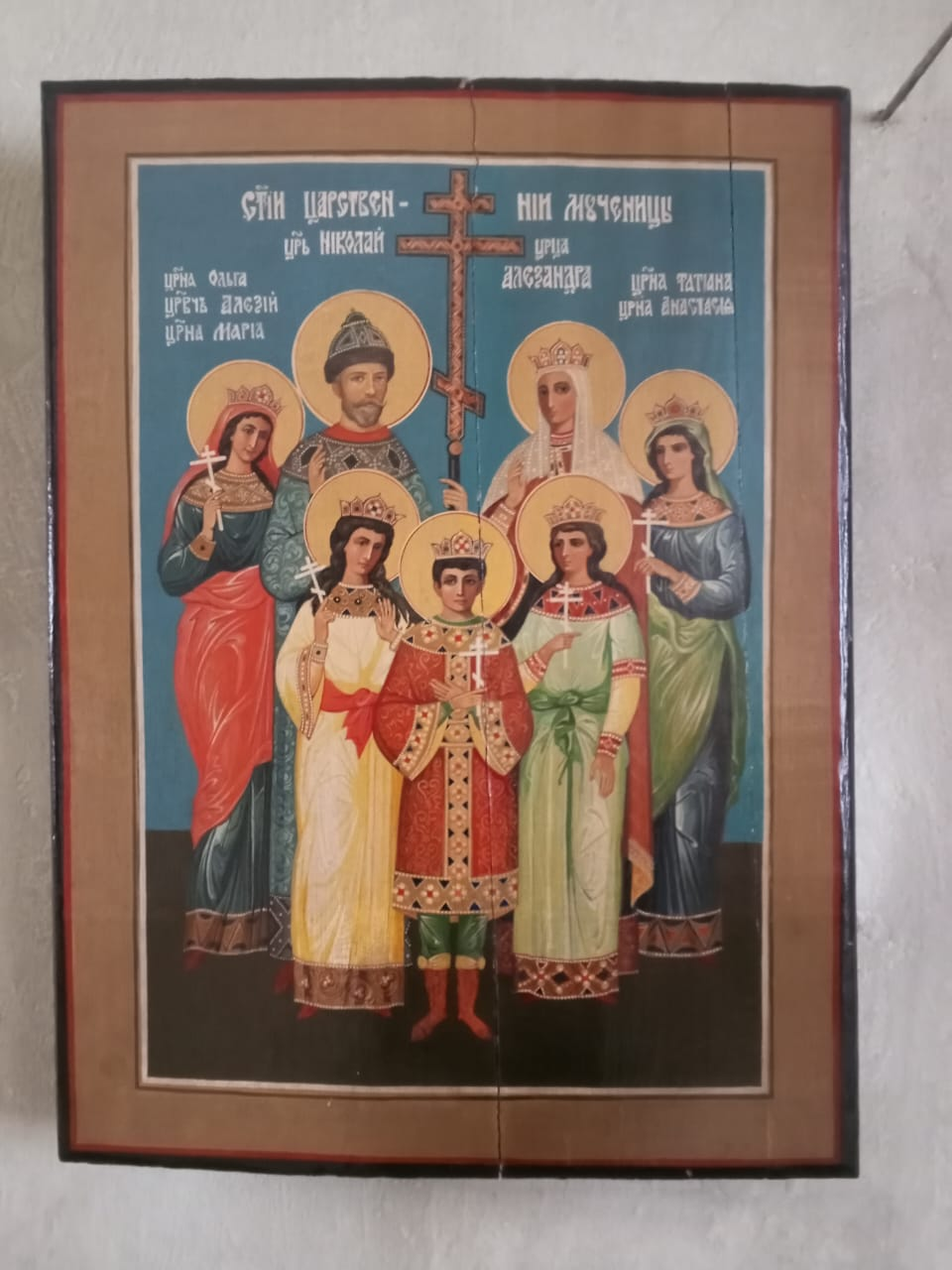
نگاره‌ای از تزار نیکلای و خانواده‌اش به شکل تمثال مذهبی در ظاهر قدیسان با هاله نور

در یکه‌سلاری تزاری، شخص «تزار» که مظهر اقتدار مستقل بود، با قدرت کامل بر دولت و مردم، در مرکز استبداد قرار داشت. تزار خودکامه قدرت را به افراد و سازمان‌هایی که به دستور او و در محدودهٔ قوانین تعیین شده عمل می‌کردند، برای منافع حکومتش تفویض می‌کرد. برخلاف کشورهای اروپایی در دوران مدرن، حکومت روسیه بر اصل «استبداد» استوار بود. تزار معتقد بود قدرتش از خدا گرفته شده و هم «مطلق» و هم «چالش‌ناپذیر» است. بنابراین، دولت روسیه بر اساس کنترل مطلقهٔ تزار، بدون وزارتخانه‌های مؤثر، مجالس آزاد و هیچ کنترلی بر قدرت حاکم ایجاد شده بود. این امر رژیم تزاری را به یک سیستم نسبتاً منسوخ تبدیل کرد که با اندیشه‌های سیاسی قرن بیستم در تضاد بود. علاوه بر این، تحمیل ارادهٔ یک مرد در سراسر کشوری به بزرگی، پرجمعیتی و پرتنوعی روسیه بسیار دشوار بود.
برخلاف کشورهای اروپایی در دوران مدرن، روسیه هیچ قانون اساسی، مجلس نمایندگان منتخب، فرآیندی دموکراتیک در داخل دولت ملی، یک دیوان عالی یا دادگاه تجدیدنظری که بتواند قوانین تزار را بررسی، اصلاح یا نادیده بگیرد، نداشت. حکومت تزاری اساساً حکومت بر اساس فرمان بود: تزار دستورها یا اعلامیه‌هایی صادر می‌کرد و وزیران، فرمانداران و مدیران آنها را اجرا می‌کردند. امپراتوری روسیه دارای چندین نهاد یا شوراهای سیاسی در سطح بالا بود؛ مانند سنای روسیه، شورای مقدس (شورای حاکم کلیسای ارتدکس روسیه) و شورای وزیران امپراتوری. با این حال، نقش آنها فقط مشاوره بود. این نهادها هیچ توانایی برای کنترل یا محدود کردن قدرت تزار نداشتند. شورای وزیران که بالاترین سازمان سیاسی روسیه بود، دارای ۱۵ تا ۲۰ عضو ازجمله نخست‌وزیر و مجموعه وزرایی در زمینهٔ امور خارجه، دارایی، دادگستری، کشاورزی و دفاع بود. اما این وزرا بر اساس رأی و شایستگی انتخاب نشده بودند و برای کارنامهٔ خود چه در مقابل دولت و چه در مقابل مردم، پاسخگو نبودند. آنها توسط تزار انتخاب می‌شدند و با هدف رضایت او و عمدتاً برای ارائهٔ گزارش یا پیشنهاد خدمت می‌کردند. از آنجایی که تزار به تنهایی می‌توانست اعضای شورا را عزل و نصب کند، آنها ناچار به همکاری با تزار بودند و به او آنچه را می‌گفتند که می‌خواست بشنود نه آنچه را که باید می‌دانست.

برای چهار قرن، کشور روسیه با نظام استبدادی اداره می‌شد که در آن تمام قدرت در دست یک حاکم ملقب به «تزار» بود. برقراری یکه‌سالاری در روسیه نه تنها مستلزم تلقین فرهنگی، بلکه انواع اقدامات عملی جهت مقابله با مخالفان بود. تزار مدعی بود که بر اساس «حق الهی» حکومت می‌کند و قدرت او نه با رضایت مردم، که از سوی خداوند اعطا شده است. اندیشهٔ یکه‌سالاری توسط شماری از نهادها و گروه‌ها، ازجمله کلیسای ارتدکس روسیه، دیوان‌سالاری، اعیان زمین‌دار و گروه‌های سیاسی محافظه‌کار حمایت و ترویج می‌گشت. ارتش، پلیس مخفی و مجموعه‌ای از مجازات‌ها در انتظار کسانی بود که تزاریسم را نمی‌پذیرفتند.

در توصیف تزاریسم روسیه، اصطلاح «پاتریمونیالیسم» هم به‌کار رفته است. به‌طور خلاصه، تزار فرض می‌کرد که کشور و منابع آن متعلق به شخص اوست و می‌تواند آنها را هرطور که می‌خواهد استفاده کند. قوانین اساسی امپراتوری روسیه، تزار را به عنوان «نامحدود» و «خودمختار» تعریف می‌کند. این بدان معنا بود که تزار نه تابع قانون اساسی و نه هرگونه محدودیت‌های نهادی بود. او خود منبع انحصاری قوانین به‌شمار می‌رفت. تزار به‌طور استعاری یک «پدر» بود و همه رعایای او فرزندانش محسوب می‌شدند. این موضوع حتی در عبارت رایج روسی «تزار پدر عزیز» (به روسی: царь-батюшка) به یاد آورده می‌شود.

### حامیان
استبداد تزاری حامیان زیادی در داخل روسیه داشت. مدافعان و نظریه‌پردازان اصلی استبداد اهل روسیه شامل نویسندگانی چون فئودور داستایوفسکی، میخائیل کاتکوف، کنستانتین آکساکوف، نیکولای کارامزین، کنستانتین پوبدونوستف و پیتر پتروویچ سمیونوف بود. همهٔ آنها استدلال می‌کردند که «یک روسیه مقتدر و مرفه به یک تزار مقتدر نیاز دارد و اندیشه‌های جمهوری‌خواهی و لیبرال دموکراسی با این سرزمین بیگانه است». به علاوه، برخلاف جنبش جدایی دین از دولت در پادشاهی‌های اروپای غربی، سلطنت روسیه قدرت عالی دولت و دین را با هم ترکیب کرد. کلیسای ارتدکس روسی نیز از یکه‌سالاری تزاری دفاع و پشتیبانی می‌کرد. تعالیم کلیسا مردم روس را به پذیرش و تمکین از استبداد تشویق می‌کرد و چنین به عبادت‌کنندگان می‌آموخت که خواست خداوند بر آن است که تزار را دوست داشته باشند و از او اطاعت کنند.

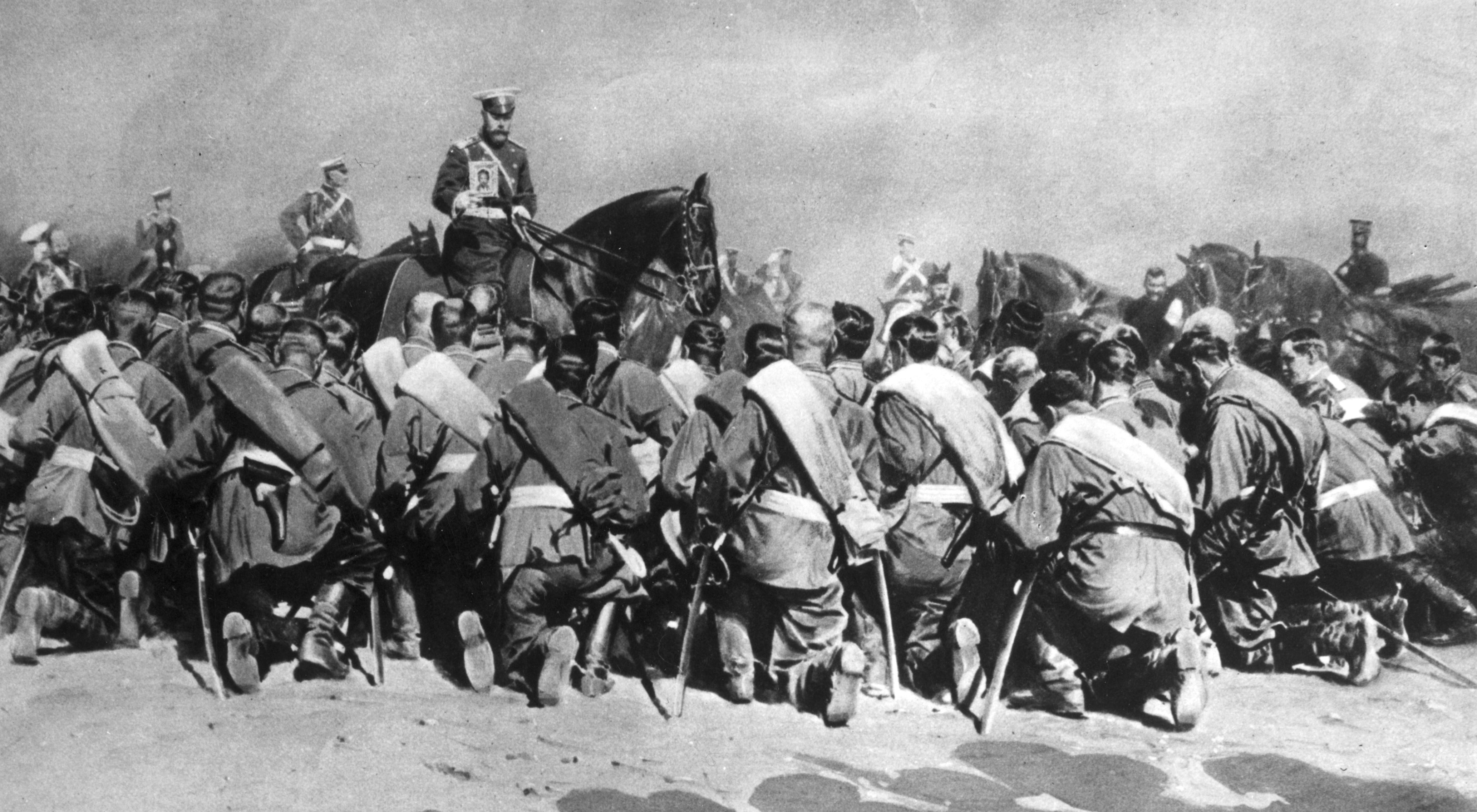
تزار و سربازانش

هرچقدر کلیسا «بلندگو» یکه‌سالاری تزاری بود، ارتش «مشت آهنین» آن به حساب می‌آمد. ارتش تزاری هرچند در جنگ کاستی‌هایی داشت، همچنان جزء ارکان اصلی اعمال خودکامگی تزاری بود. برای دهقانان و ناراضیان در شهرها، ارتش به عنوان یک عامل بازدارنده در برابر هرگونه اعتراض یا شورش عمل می‌کرد. تزاریسم همچنین با سیاست‌های سانسور، جاسوسی مخالفان و فعالیت پلیس حمایت و تقویت می‌شد. آخرین و شناخته‌شده‌ترین نیروی پلیس مخفی تزاری، «اوخرانا» بود که پس از ترور الکساندر دوم در سال ۱۸۸۱ تشکیل شد. تنها سازمان‌های رسمی حامی تزاریسم نبودند؛ این نظام همچنین از سوی جناح‌های غیررسمی‌تر، مانند «صدتایی‌های سیاه» حمایت می‌شد. صدتایی‌های سیاه که در اوایل قرن بیستم پدیدار شدند، گروه‌های کوچکی از محافظه‌کاران مذهبی بودند که به شدت به تزار و دولت او وفادار بودند. آنها متشکل از فصول مختلف اشراف، بازرگانان، انبارداران، کشیشان، خرده بورژوازی‌ها و کشاورزان سنتی وفادار بودند و شعارشان «خودکامگی، ارتدوکسی و ملی‌گرایی»، اقتباسی از شعار خود تزار بود. صدتایی‌های سیاه خواستار ارادت به تزار و به‌طور ضمنی، اشراف و ساختارهای اجتماعی تزاری و دشمن مخالفان سیاسی و اصلاح‌طلبان بودند. یک زیرگروه شبه‌نظامی از آنها به نام «لباس زردها»، به ارتکاب اعمال خشونت‌آمیز علیه مخالفان حکومت مشهور بود. جای تعجب نیست که آنها هم از سوی رژیم تزاری حمایت معنوی و مالی دریافت می‌کردند.

## عوامل
برخی از مورخان سنت‌های خودکامگی تزاری را تا حدی مسئول ایجاد زمینه برای توتالیتاریسم در اتحاد جماهیر شوروی می‌دانند. آنها سنت‌های خودکامگی و پاتریمونیالیسم را برای قرن‌ها، شیوهٔ حاکم بر فرهنگ سیاسی روسیه می‌دانند. به عنوان مثال، استفان وایت مدافع این موضِع توصیف می‌شود که «منحصر به فرد بودن میراث سیاسی روسیه از هویت قومی آن جدایی ناپذیر است». به نظر وایت، خودکامگی عامل تعیین‌کننده در تاریخ سیاست روسیه است و فرهنگ سیاسی روسیه «ریشه در تجربهٔ تاریخی قرن‌ها استبدادگرایی دارد.» به گفتهٔ دیوید هافمن، این دیدگاه‌ها توسط مورخان دیگری چون نیکلای ن. پترو و مارتین مالیا به چالش کشیده شدند. ریچارد پایپس یکی دیگر از مورخان تأثیرگذار در میان غیرمتخصصان است که در مورد تمایز تاریخ و نظام سیاسی روسیه (با اروپای غربی) موضع دارد و استبدادگرایی نظام سیاسی مسکو را «پاتریمونالیستی» توصیف می‌کند. پایپس ثبات اتحاد جماهیر شوروی را در این واقعیت می‌بیند که روس‌ها مشروعیت این سازمان پاتریمونالیستی را (همچون حکومت‌های پاتریمونالیستی سابق) پذیرفتند.
برخی از مورخان به عنصر نژادی در این مفهوم اشاره کرده‌اند. برای مثال، تحلیلگران آمریکایی جنگ سرد از جمله جرج اف. کنان، حکومت استبدادی دولت شوروی را با تأثیرات تاتارها در طول تاریخ آن سرزمین مرتبط می‌دانند و در زندگی‌نامه رهبران روسیه اغلب به اصالت احتمالاً آسیایی آنها تأکید می‌کند. در سنت ایدئولوژی نازی‌ها، این باور وجود داشت که میراث آسیایی روس‌ها و چینی‌ها، آنها را به افرادی خشن‌تر و غیرقابل اعتماد تبدیل کرده است.

## انتقاد
بسیاری از مورخان با گرایش‌های مختلف، مفهوم استبداد تزاری را در اشکال گوناگون آن مورد انتقاد قرار داده‌اند. شکایات آنها از نام‌گذاری‌های مختلف و بسیار مبهم موضوع، تا پیامدهای زمانی و همچنین محتوای آن را شامل می‌شود. به نظر منتقدان، این غیر ممکن است که شرایط روسیه را در قرون مختلف یکسان تصور کرد. در نتیجه، یک اصطلاح کلی نمی‌تواند برای تمام دوره‌ها صدق کند. این سؤال نیز مطرح است که استبداد روسی یا «تزاری» دقیقاً چه تفاوت‌هایی با استبداد «منظم» یا استبدادگرایی اروپایی دارد. هیچ اتفاق نظری در مورد زمان پیدایش استبداد در روسیه وجود ندارد. به دنبال قدیمی‌ترین نشانه‌ها، برخی از محققان به یک جمله در کدکس هایپیشن به سال ۱۱۶۲ اشاره کرده‌اند؛ هنگامی که گفته می‌شود آندری یکم بوگولیوبسکی شاهزاده ولادیمیر-سوزدال، دیگر برادرانش، مادران‌شان و اسقف اعظم را تبعید کرد، زیرا «او می‌خواست تنها فرمانروای سوزدال باشد». دیگر پژوهشگران این برداشت را نامرتبط و «نسبتاً زمان‌پریشانه» توصیف کرده و معتقد‌اند که آندری فقط سعی داشته ترتیب جانشینی را از ارشدیت آگناتیک به جانشینی روتا تغییر دهد.
چارلز جی. هالپرین، مورخ آمریکایی، نسبت به دیدگاه‌هایی که به سادگی ادعای تسلط تزار و دولت تزاری را در سیاست یا جامعه دارند، هشدار داد. او در عین تأیید تفاوت‌های نهادی که بین پادشاهی‌های مسکو و اروپای غربی وجود دارد، تأکید می‌کند که این تفاوت‌ها نباید مسلم تلقی شوند. از نظر او، عملکرد حکومت که امری مربوط به تعاملات انسانی است، پیچیده‌تر از تئوری و انتزاعات است.